# 碳化钽铪
Ta4HfC5（Tantalum hafnium carbide）是一种钽和铪的混合碳化物，它是目前已知熔点最高的物质之一，熔点4215摄氏度（4488开尔文）。